# Априка
Апри́ка (итал. Aprica) — город в Италии, в провинции Сондрио области Ломбардия.
Население составляет 1 583 человека, плотность населения — 79 чел./км². Занимает площадь 20 км². Почтовый индекс — 23031. Телефонный код — 00342.
Покровителями коммуны почитаются святые апостолы Пётр и Павел, празднование 29 июня. 